# 蟠竜丸
蟠竜丸（ばんりゅうまる）は、幕末期、江戸幕府が所有していた軍艦のひとつ。また、日本海軍初期の軍艦。もとはイギリスの王室ヨットエンペラー（Emperor）でビクトリア女王から江戸幕府に贈呈された。木造スクーナー型蒸気船。長さ23間（約41.8m）、幅3間（約5.45m）、深さ1丈7尺（約3.23m）、排水量370トン。蟠龍。蟠竜艦。後、雷電（らいでん）。

## 概要

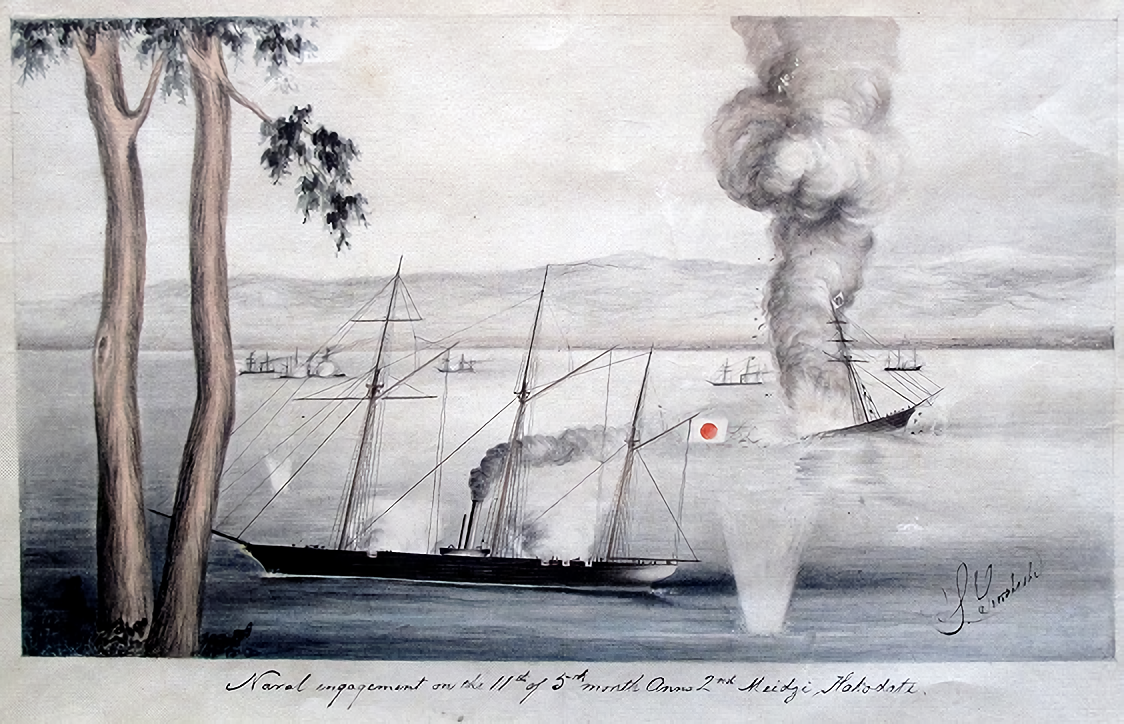
朝陽丸を撃沈する蟠竜丸
（箱館湾海戦）

安政5年（1858年）7月4日、日英修好通商条約に調印するために来日した英国使節エルギン伯爵ジェイムズ・ブルースにより、ヴィクトリア女王の名において将軍に寄贈された。バランスのとれた美しい姿で、進水当時アメリカの新聞にイラスト入りで紹介されている。小型でスマートな快速遊覧船ながら構造が頑丈で、幕府はこの船を砲艦として使うべく幕府海軍に組み入れた。
本来、ロイヤル・ヨット（王室の遊船）であるため内装は目を見張るほど絢爛豪華で、階段・手すりには彫刻が施され、壁一面を埋める鏡も設置されていた。鏡と気づかずぶつかった幕府役人もいたことが記録されているが、この鏡は箱館戦争の松前攻略の際、砲台からの砲撃で壊された。じゅうぶんな手入れができなかったために箱館戦争のころには、内装外装ともに美観が損なわれていたという記録があるが、他の艦船がまだ稚拙な操艦によってしばしば座礁や接触などのトラブルを記録している中、蟠竜丸にはその類の記録はない。
万延元年11月ごろまでに「蟠竜丸」は「朝陽丸」に代わって神奈川警衛に就き、文久元年9月にはイギリス測量船を追跡して乗り込んだ幕吏が詮議している。文久3年末から4年初めの将軍徳川家茂の軍艦による再上洛の際、「蟠竜丸」も動員された。
元治元年2月、輸送船との区別のため軍艦は「丸」を省いて呼ぶこととされた。この際、「蟠竜」他5隻が軍艦とされている。
旧幕府と薩長などとの開戦時は「蟠竜」は大阪湾にあり、他艦と共に兵庫港封鎖を行った。また、薩摩藩邸焼き討ち発生後に「蟠竜」は大坂湾で薩摩藩の「平運丸」を攻撃している。
慶応4年（1868年）4月11日の江戸城無血開城にあたって新政府軍への譲渡が約束されていたが、海軍副総裁・榎本武揚が天候不良などを理由にこれを延期した上、最終的には拒否。徳川慶喜を駿府に移送する際の乗艦として使用したのち、8月19日深夜（20日）には松岡磐吉を艦長として開陽丸・回天丸・神速丸・咸臨丸などとともに幕府海軍が投錨していた品川沖を脱出した。その際台風に巻き込まれて沈没寸前になったが、1ヶ月をかけて榎本海軍と合流を果たし、蝦夷地に渡り、箱館戦争においては榎本（箱館政府）海軍の主力艦となった。
寄贈した英国が「Emperor（寄贈当時、日本のトップは帝ではなく将軍であると認識されていたので、将軍を指す）」と命名していることからわかるように、将軍用遊覧ヨットとしての寄贈だったと思われるが、世情がそれを許さず軍艦に組み入れられ、実際に将軍（大政奉還後ではあるが）が初座乗したのが駿府へ移送される時だったというのは皮肉である。
一連の箱館戦争では、敵味方双方の文書に松岡艦長の操艦の巧みさと冷静な指揮ぶりが記録されている。艦砲射撃で松前城攻めなどを援護したのち、明治2年（1869年）3月25日の宮古湾海戦では、暴風雨に遭い、僚艦とはぐれた時に落ち合う約束だった鮫港（八戸）で待機したため参戦には至らなかった。この暴風雨の際も「艦長松岡磐吉は操船の名手で、ロープ1本損なわれなかった」と、乗っていた林董が書き残している。この帰路、新政府軍の甲鉄艦の追撃を受け、速力差（機関力の差）で逃げ切れないと観念し、一艦で接舷攻撃を挑もうと戦闘準備をするが、甲鉄艦の射程に入ったあたりで絶好の順風が吹き始め、帆走で追撃を振り切って箱館に戻った。
同年5月11日の箱館総攻撃(箱館湾海戦)では弁天台場や、機関故障のため走れず浮き砲台となった回天丸に援護されながら、一艦で新政府軍艦隊に応戦。新政府軍艦朝陽丸の火薬庫に炸裂弾を命中させ、朝陽丸は大爆発を起こして2分で轟沈。旧幕府軍の士気を一気に向上させた。その後蟠竜丸は新政府軍の集中砲火を浴びた。これに応戦し続けたが、午後になり弾薬が完全に尽きたためやむなく退艦を決め、弁天台場下まで退いて浅瀬に乗り上げさせた。乗組員は機関を破壊後（艦長松岡磐吉が「のちに用いることもあろう」と放火を禁じたため、自焼はしていない）、弁天台場付近へ上陸、敵中を横断して台場に入った。同日、新政府軍の手で蟠竜丸は放火されたが、火災は帆柱を炎上させるのみで船体には殆ど引火せずそのうち帆柱が折れ、バランスを崩して横転し、鎮火した。
その後、イギリス人により船体が引き揚げられ、上海で修理される。この際、帆柱の数が3本から2本に変わり、甲板上に大きな船室が作られるなど船体上部がほぼ新造される大規模な改修を受け、姿は大きく変わって往年の優美さは失われた。明治6年（1873年）に開拓使が購入し、「雷電丸」と名を改める。明治10年（1877年）、日本海軍の軍艦となって「雷電（艦）」と改名し、横須賀に配備された。澤太郎左衛門の息子澤鑑之丞も練習艦として乗り組み、一度石垣に衝突したが、石垣が壊れて艦は無事だったと、その堅牢さを語っている。明治27年（1894年）発行の大日本帝国軍艦帖によると、この時の要目は、排水量370トン、垂線間長41.472m、幅6.960m、吃水2.896mであったという。
明治21年（1888年）1月28日に廃艦となり、土佐の平松与一郎に無償で払い下げられて捕鯨船となる。その後さらに愛知の汽船会社に買い取られて商船となり、明治30年（1897年）、大阪の木津川造船所で解体された。解体時、木村芥舟がその木片を貰い受け、「蟠龍」と書いて飾った。

## 艦長
幕府海軍／箱館政府海軍
- 松岡磐吉　中佐相当：1868年-1869年5月11日

日本海軍
※『日本海軍史』第9巻・第10巻の「将官履歴」および『官報』に基づく。
- 佐藤鎮雄 少佐：1883年3月2日 - 1884年1月21日
- 原田元信 少佐：1884年2月8日 - 2月21日
- 五藤国幹 少佐：1884年2月21日 -